# Спартакиада народов КНР
Спартакиада народов КНР (кит. упр. 中华人民共和国全国运动会, пиньинь Zhōnghuá Rénmín Gònghéguó Quánguó Yùndònghuì, буквально: «Всекитайские спортивные состязания») — массовые спортивные соревнования в КНР, проводящиеся с 1959 года. С 1993 года проводятся на следующий год после летних Олимпийских игр.

## Проведение Игр
| Игры | Время проведения                 | Город                       | Количество участников | Виды спорта            |
| ---- | -------------------------------- | --------------------------- | --------------------- | ---------------------- |
| I    | 13 сентября – 3 октября 1959 г.  | Пекин                       | 10,658                | 36                     |
| II   | 11—28 сентября 1965 г.           | Пекин                       | 5,922                 | 22                     |
| III  | 12—28 сентября 1975 г.           | Пекин                       | 12497                 | 28 взр., 8 юн.         |
| IV   | 15—30 сентября 1979 г.           | Пекин                       | 15189                 | 34 взр., 2 юн.         |
| V    | 18 сентября — 1 октября 1983 г.  | Шанхай                      | 8,943                 | 25                     |
| VI   | 20 ноября – 5 декабря 1987 г.    | Гуандун                     | 7228                  | 44                     |
| VII  | 4—15 сентября 1993 г.            | Пекин, Сычуань, Циньхуандао | 4228                  | 41                     |
| VIII | 12—24 октября 1997 г.            | Шанхай                      | 7647                  | 28 больших и 319 малых |
| IX   | 11—25 ноября 2001 г.             | Гуандун                     | 8608                  | 39                     |
| X    | 12–23 октября 2005 г.            | Цзянсу                      | 9986                  | 32 больших, 357 малых  |
| XI   | 16—28 октября 2009 г.            | Шаньдун                     | 10,991                | 33 больших и 362 малых |
| XII  | 31 августа — 12 сентября 2013 г. | Ляонин                      | 9,770                 | 31                     |
| XIII | 27 августа — 8 сентября 2017 г.  | Тяньцзинь                   | 8478                  | 33                     |
| XIV  | 2021                             | Шэньси                      |                       |                        |